# Gisle Straume
Gisle Straume (Holla, 26 de agosto de 1917 -Oslo, 1 de diciembre de 1988) fue un actor y director de teatro noruego.

## Vida personal
Straume nació en Holla, hijo del agricultor y director de escuela Eivind Straume y de la maestra Brita Monsine Skanke Aarnes. Se casó con la actriz Julia Back en 1948. Este matrimonio se disolvió posteriormente, y en 1963 se casó con la periodista y actriz Sonja Cora Christensen.

## Carrera
Trabajó en el Det Norske Teatret de 1945 a 1951, en el Den Nationale Scene de 1951 a 1952, y nuevamente en el Det Norske Teatret de 1952 a 1955. Fue director de teatro en el Rogaland Teater de 1956 a 1958, en el Den Nationale Scene de 1963 a 1967, y trabajó para el Teatro Nacional en Oslo de 1959 a 1963 y de 1967 a 1976.
Straume fue particularmente popular por su papel de "lektor Tørrdal" en Stompa (una adaptación noruega de las novelas de Jennings), una serie de obras de radio y películas para niños.
Fue condecorado como Caballero, Primera Clase de la Orden de San Olaf en 1983.